# Jana Vápeníková
Jana Vápeníková z d. Kulhavá (ur. 10 lipca 1964 w Uściu nad Łabą) – czeska biathlonistka reprezentująca również Czechosłowację, dwukrotna medalistka mistrzostw świata.

## Kariera
W zawodach Pucharu Świata zadebiutowała 14 lutego 1986 roku w Falun, zajmując 30. miejsce w biegu indywidualnym. Pierwsze punkty (w sezonach 1984/1985-1999/2000 punktowało 25. najlepszych zawodniczek) zdobyła dzień później, zajmując 23. miejsce w sprincie. Nigdy nie stanęła na podium indywidualnych zawodów pucharowych, najwyższą pozycję zajęła 21 grudnia 1991 roku w Hochfilzen, kończąc rywalizację w sprincie na siódmej pozycji. Najlepsze wyniki osiągnęła w sezonie 1990/1991, kiedy zajęła 15. miejsce w klasyfikacji generalnej.
Podczas mistrzostw świata w Nowosybirsku w 1992 roku wspólnie z Gabrielą Suvovą, Evą Hákovą i Jiřiną Adamičkovą zdobyła brązowy medal w biegu drużynowym. Na rozgrywanych rok później mistrzostwach świata w Borowcu zdobyła złoty medal w sztafecie, pierwszy w historii dla Czech w tej konkurencji. Startowała tam z Hákovą, Pelcovą (Adamičkovą) i Ivetą Knížkovą. Była też między innymi piąta w sztafecie podczas mistrzostw świata w Lahti w 1991 roku.
W 1992 roku wystartowała na igrzyskach olimpijskich w Albertville, zajmując 43. miejsce w biegu indywidualnym i 8. w sztafecie. Brała też udział w igrzyskach w Lillehammer dwa lata później, gdzie w swoim jedynym starcie była siódma w sztafecie.

## Osiągnięcia

### Igrzyska olimpijskie
| Rok  | Miejscowość | Konkurencje | Konkurencje | Konkurencje | Konkurencje | Konkurencje | Konkurencje | Konkurencje |
| Rok  | Miejscowość | IN          | SP          | PU          | MS          | RL          | MR          | SR          |
| ---- | ----------- | ----------- | ----------- | ----------- | ----------- | ----------- | ----------- | ----------- |
| 1992 | Albertville | 43.         | –           | nd.         | nd.         | 8.          | nd.         | –           |
| 1994 | Lillehammer | –           | –           | nd.         | nd.         | 7.          | nd.         | –           |

### Mistrzostwa świata
| Rok  | Miejscowość            | Konkurencje | Konkurencje | Konkurencje | Konkurencje | Konkurencje | Konkurencje | Konkurencje |
| Rok  | Miejscowość            | IN          | SP          | PU          | MS          | RL          | MR          | SR          |
| ---- | ---------------------- | ----------- | ----------- | ----------- | ----------- | ----------- | ----------- | ----------- |
| 1986 | Falun                  | 30.         | 23.         | nd.         | nd.         | 8.          | nd.         | –           |
| 1988 | Chamonix               | 28.         | 27.         | nd.         | nd.         | 7.          | nd.         | –           |
| 1989 | Feistritz              | 30.         | 27.         | nd.         | nd.         | –           | nd.         | –           |
| 1990 | Oslo/Mińsk/Kontiolahti | 23.         | 17.         | nd.         | nd.         | 7.          | nd.         | –           |
| 1991 | Lahti                  | 18.         | 13.         | nd.         | nd.         | 5.          | nd.         | –           |
| 1992 | Nowosybirsk            | nd.         | nd.         | nd.         | nd.         | nd.         | nd.         | –           |
| 1993 | Borowec                | 56.         | 17.         | nd.         | nd.         | 1.          | nd.         | –           |

### Puchar Świata

#### Miejsca w klasyfikacji generalnej
| Sezon     | Miejsce |
| --------- | ------- |
| 1985/1986 | ?       |
| 1987/1988 | -       |
| 1988/1989 | -       |
| 1989/1990 | 36.     |
| 1990/1991 | 15.     |
| 1991/1992 | 27.     |
| 1992/1993 | 25.     |
| 1993/1994 | 54.     |

#### Miejsca na podium w zawodach
Vápeníková nigdy nie stanęła na podium zawodów indywidualnych.